# Onocephala rugicollis
Onocephala rugicollis là một loài bọ cánh cứng trong họ Cerambycidae.